# Bensalim Himmich
Bensalem Himmich (en árabe, بنسالم حميش, Binsālim Ḥimmīš; Mequinez, 13 de agosto de 1948) es un filósofo marroquí, escritor de prosa en árabe y en francés. Fue ministro de Cultura de Marruecos (del 29 de julio de 2009 hasta el 3 de enero de 2012) durante el reinado de Mohamed VI y durante parte del gobierno de Abás El Fasi (mayoritariamente) y de Abdelilah Benkirán. Sus obras, tanto académicas como de ficción, han sido traducidas a varios idiomas. Ha recibido varios galardones entre los que destacan el Naguib Mahfouz Medal for Literature en 2002 por su obra El sapientísimo: Memorias de un filósofo enamorado y el UNESCO-Sharjah Prize for Arab Culture en 2003

## Biografía

### Primeros años y pasos en la carrera académica
Estudió primaria en la escuela Derb Slaoui, en Mequinez, donde gran parte de sus profesores se empeñaron en educarle en francés. Según relata en su autobiografía, los profesores estaban «llenos de un racismo descarado y una mentalidad colonial». Años más tarde estudió en la Universidad Politécnica de Rabat de la cual, en 1970, se graduó de Filosofía y Sociología, para luego en 1974 y 1983 respectivamente, doctorarse en ambas disciplinas. Continuó sus estudios en la Universidad de la Sorbona de París y luego volvió a Rabat para impartir clases como profesor de filosofía en la Universidad Mohammed V, aunque ya tenía experiencia en la profesión, puesto que había trabajado en la misma universidad como profesor ayudante de la Escuela de Formación de Profesores.
Ha sido muy prolífico en cuanto a publicaciones editoriales, empezando a contribuir en el diario Revista Marroquí de Economía y Sociología, publicada en árabe como المجلة المغربية للاقتصاد والاجتماع. Entre los años 1981 y 1984, colaboró en la revista Al-Badil, aunque esta cerró en 1984. Dieciséis años después, en 1968, Bensalim Himmich entra en la Unión de Escritores de Marruecos (UEM), donde escalará puestos y llegará a pertenecer a la propia junta directiva de la Unión.

### Inicios en la vida política
Himmich ha visto su vida académica muy ligada con la vida política y se le suele posicionar como un filósofo liberal que aboga por una educación laica, separada del dogma religioso. De hecho, una parte importante de su producción académica y filosófica está centrada en el análisis de la relación que se forma entre el Islam y las condiciones sociales en las sociedades árabes. Formó parte del partido Unión Socialista de Fuerzas Populares (USFP), de sesgo socialista y que en su momento formaba parte de la Unión Nacional de Fuerzas Populares, una de las escisiones del Partido Istiqlal en 1959.
Su ideología reformadora sobre la convivencia del islam y la educación, su visión de una economía de mercado competitiva que consolide la nacional pero entendida como un medio al servicio del hombre —según él, el capitalismo debe ser sensible al sufrimiento poblacional y a las trasformaciones de la sociedad—, y su influencia y huella en el mundo literario marroquí, le llevaron a ser un candidato idóneo para sustituir a la anterior ministra de cultura, Touria Jebrane, quien no pudo seguir en el cargo por motivos de salud.
Sin embargo, una vez obtiene el cargo de ministro de cultura, la dirección de su partido duda realmente de si Himmich merece estar ocupando esa posición, pues no logran hacerles llegar sus propuestas, ni su descontento. Por razones parecidas, el exministro también recibió bastantes quejas por parte de la comunidad de intelectuales y artistas nacionales, quienes esperaban una reforma mayor que pudiese sacar al sector cultural de Marruecos del largo letargo en el que se encontraba. Desde editoriales molestas porque el ministro no les consultó sobre la Feria editorial y del Libro Internacional de 2010 que Himmich —junto con la UEM— estaba promoviendo y que supuestamente supondría un impulso económico hacia el sector; hasta la MP (Casa de Poesía) y la Coalición Marroquí de las Artes y de la Cultura (CMAC), se sumieron en un estado de decepción general que culminó en una importante manifestación el 8 de marzo de 2011.

### Gobierno de Marruecos
Durante su periodo como ministro optó por potenciar la diversidad cultural y lingüística de Marruecos mediante la implementación de proyectos sociales y la potenciación de asociaciones, mediatecas, conservatorios de música y centros culturales, tanto en el ámbito económico, contribuyendo positivamente, o en el político, dando más protagonismo y promoción. No solo planteó una reforma cultural a nivel regional, sino que también pretendía hacer un diagnóstico de las infraestructuras y los medios que sostenían los medios culturales para modernizar Marruecos de cara a la visión internacional del país.
Esa internalización cultural comenzó en 2009 con una reunión con Eneko Landarburu, el embajador de la Unión Europea en Rabat. En dicha junta se discutió las distintas perspectivas de cooperación que se habían mantenido anteriormente entre Marruecos y los distintos países de la UE, y la disposición del país en satisfacer un mejor entendimiento a pesar de que hasta ese momento las relaciones con el marco euromediterráneo en materia cultural no hubieran sido las ideales. Ambos actores estuvieron de acuerdo en la necesidad de ir más allá y acordaron posteriores sesiones de trabajo en cuanto a proyectos concretos. Sin embargo, los avances más claros y fructíferos se llevaron a cabo con las embajadas de otros países no europeos, como fueron las reuniones con el Asesor Cultural de la Embajada de Arabia Saudita y Boris Bolotine, el embajador de la Federación Rusa en Marruecos. La primera reunión tuvo lugar en 2009 y se discutió el desarrollo de la cooperación mutua; la colaboración con la Biblioteca Nacional (BNRM) a la que los usuarios, sobre todo estudiantes e investigadores marroquíes, tienen acceso; y a la ampliación de las obras de la Fundación Al Saoud en Casablanca. Por otro lado, cuando Himmich y Bolotine se encontraron, se habló de potenciar las relaciones culturales en los dos países, siendo la nación árabe la que se benefició de una apertura mayor con la creación de un Centro Cultural Ruso en Casablanca, la producción de más contratos editoriales de traducción y edición de obras rusas al árabe y la introducción de campos como el cine, el ballet y las artes visuales rusas en los museos marroquíes. Rusia, por su parte acordó grabar un documental —el primero de este tipo— sobre cultura amazigh en colaboración con el gobierno marroquí para promover el conocimiento de la diversidad étnica en Marruecos.
En otro orden de cosas, a lo largo del 2010, la Comisión de Asuntos Exteriores y el exministro de cultura discutieron sobre la aprobación de un proyecto presentado por Bensalem Himmich para crear un fondo nacional dirigido a los museos. La propuesta nace de la insatisfactoria conservación y protección de los objetos y antigüedades de las que tiene posesión el reino de Marruecos, y de la pobre atracción de turistas y visitantes locales que reciben los museos nacionales. Para potenciar este patrimonio histórico y cultural, Himmich planteaba que la nueva institución incentivaría las visitas generando unas ganancias que permitirían no solo enriquecer las colecciones adquiriendo nuevas piezas, sino también realizar nuevos estudios científicos, comercializar con obras y desarrollar recursos y medios innovadores. Tras varias sesiones, la fundación finalmente tuvo personalidad jurídica y una autonomía financiera.
Se promocionó, por otro lado, la labor de distintas ONG entre las que destaca la Red Árabe para la Tolerancia —traducción de Réseau arabe pour la tolérance—. En esta organización sin ánimo de lucro se propone una asociación más firme que asegure la protección de los derechos humanos en los países miembros y en ella, Himmich no solo participó y sino que también proporcionó asesoramiento.
Favorable a la idea de una cooperación más estable entre los países árabes, participó en la semana cultural de Egipto en 2010, al igual que en la Semana Cultural de Marruecos celebrada en Doha —en la que promovía la asociación entre Catar y Marruecos en el plano cultural e intelectual— y en colaboración con la Fundación Italiana Ducci, fundó el proyecto «Kassr Annoujoum». Este proyecto tiene como objetivo el diálogo y el entendimiento entre los dos pueblos y trasmitir los valores de ambas culturas. Los resultados de las propuestas resultantes en la Semana Cultural de Marruecos en Doha y en el proyecto Kass Annoujoum se presentaron en ALECSO (Organización Árabe para la Educación, la Cultura y las Ciencias). Aparte de la clara intención de reforma cultural, Himmich y otros ministros y delegados marroquíes del momento plantearon, también en Doha, un «Plan mundial para una cultura árabe renovada» en la que, entre otras cuestiones, se pretendía adoptar una posición firme frente a los ataques israelíes que se estaban dando contra la herencia árabe y musulmana. Fue en esta reunión donde también se planteó la importancia estratégica que supone un mercado cultural común entre el Magreb y el resto de pueblos árabes.
Entre los dos últimos años de su cargo, Bensalem Himmich emprendió varios programas de orientación, consulta y fomento, entre ellos podría destacarse el aplicado al Instituto Nacional Superior de Música y Coreografía en Rabat, con el que se pretendía poner el foco en patrimonio inmaterial; insistiendo en la importancia de ofrecer más plataformas de formación en música y coreografía y otras especialidades.
En 2011, también inauguró la Casa de la Cultura en El Hajeb e homenajeó la herencia marroquí del Sáhara en el encuentro anual del Músim de Tan-Tan, en el que se agrupan más de treinta tribus del sur de Marruecos y de otras partes de África del noroeste.

## Obras
Bensalem Himmich ha escrito desde novela, hasta ensayo y poesía, acumulando en su producción 26 libros tanto literarios como científicos, y algunos de ellos se encuentran en francés además de en árabe. Los más destacados son:
- El loco del poder ganó el premio de la crítica en 1990 y, gracias a este escrito, la Unión de Escritores de Marruecos le consideró uno de los cien mejores autores de Marruecos y uno de los mejores libros del siglo XX.[27] Es uno de los tres libros de Himmich traducido al español. Fue publicado por Ediciones Libertarias (Prodhufi) y traducido al castellano desde el árabe por el profesor y arabista español Federico Arbós. La obra es una novela de ficción histórica centrada en la figura de Al-Hákim, uno de los monarcas de la dinastía fatimí en Egipto, que se narra de evitando la progresión dramática.[28] ISBN 13: 978-84-7954-248-1 (enlace roto disponible en Internet Archive; véase el historial, la primera versión y la última).
- El Sapientísimo: Memorias de un filósofo enamorado se publicó originalmente en Beirut en 1997, para luego ser reeditado en Rabat en 2011 bajo la edición egipcia de las series Afaq Al-Kitaba. Es una novela histórica sobre el famoso filósofo, historiador y estadista Ibn Jaldún, en la que se relatan los años que pasó en Egipto y en Siria. Himmich se especializó y escribió su tesis doctoral sobre Ibn Jaldún, y para redactar tanto su disertación como esta novela se basó en la obra autobiográfica del filósofo Al-Taʻrīf bi-Ibn Khaldūn wa-riḥlatihi gharban wa-sharqan. Es de las pocas novelas que se tradujeron también en inglés (bajo el nombre de The Polymath) y se publicó en El Cairo, Londres y Nueva York. En España, fue publicado por la Fundación José Manuel Lara en 2006 y traducido al castellano por Federico Arbós.[29] La obra es una novela de ficción histórica que narra las dos últimas décadas del filósofo Ibn Jaldún y los encuentros con el viajero Ibn Batuta y el poeta Ibn Al-Jatib.[30] ISBN 13: 978-8496556393 (enlace roto disponible en Internet Archive; véase el historial, la primera versión y la última).
- Etre en vie et autres méditations es un ensayo publicado por la editorial Non lieu en 2007
- En Le calife de l'épouvante: au pays des peurs et du rire retrata al califa chiita Abu Ali Mansour, uno de los más terribles de la historia árabe.
- The theocrat tiene 21 ediciones publicadas tan solo entre 1990 y 2009 en tres idiomas. Esta novela de ficción histórica recopila las leyendas de distintas víctimas del sexto califa fatimí Al-Hákim, quien masacraba a su gente justificándolo con una serie de decretos emitidos durante sus visiones religiosas.[31]
- A Muslim suicide es la tercera novela del autor y muestra al filósofo sufí Ibn Sab'in, quien debe emigrar de su tierra natal (Al-Ándalus) hacia África por la controversia que provocaban sus ideas.
- Ma tortionnaire fue una novela publicada en 2015 y de la cual hay seis ediciones en inglés. La trama gira en torno a un librero marroquí que es acusado falsamente de participar en actividades terroristas por lo que le drogan y le sacan a la fuerza de su casa para llevarlo a un campo de prisioneros.
- Penser la dépression: partant d'Ibn Khaldûn, publicado en París en 1987.
- Le recueil des elans: poesie & peinture. Poemario publicado por la editorial Marsam, y en el que participa junto con la arquitecta e historiadora del arte Salma Meryem Chraïbi.
- Ijtihâd, la face voilée de l'islam. Libro publicado por la editorial Marsam en el que Himmich expone las naturalezas cambiantes y profundas de las doctrinas religiosas, enfocándose principalmente en el islam
- De la Formation idéologique en Islam: "ijtihâdât" et histoire. En este libro, Himmich hace un análisis teológico y discursivo sobre las prácticas de la ideología árabe clásica rastreando las bases legales y las señas arqueológicas que han dejado las mismas[32][33]
- Fitna (فتنة) es una novela publicada en Beirut en el año 2000. Fue traducida al castellano en 2008 y distribuida por la editorial Quorum editores, en su colección «Algarabia narrativa». En el prólogo, de Juan José Tellez, se describe la obra como una parábola marroquí que desarrolla distintas historias interconectadas de forma paralela y que cuentan el golpe de Estado en un país norteafricano[34] ISBN 13: 978-84-88599-93-3 (enlace roto disponible en Internet Archive; véase el historial, la primera versión y la última).

## Premios y condecoraciones
El autor y filósofo marroquí ha recibido a lo largo de su carrera tanto política como academicista varios premios literarios o de reconocimiento a su labor social y de cooperación. En cuanto a la escena literaria, en 1990 gana el Premio de Novela de la Crítica por su obra El loco del poder, y tan solo tres años más tarde (2002) es el ganador de la Medalla Naguib Mahfouz de Literatura por su obra El Sapientísimo, que se da a la mejor novela contemporánea escrita en árabe —sin que esta haya sido traducida a otro idioma previamente—. La novela Ma tortionnaire fue valorada y llegó a ser preseleccionada para el Premio Internacional de Ficción Árabe.
Adicionalmente, recibió en el año 2000 el Prix du Grand Atlas, un galardón creado en 1991 por la embajada de Francia en Marruecos. Ganó el primer premio en la categoría de novela de la novena edición y el presidente del jurado fue el reconocido autor franco-libanés Amin Maalouf. La UNESCO le galardonó con el premio Sharjah para la Cultura Árabe en 2003 celebrado en Emiratos Árabes Unido, y en 2011 le dan el premio de l’Académie des jeux floraux, que recoge personalmente en Francia.